# تام لاندن
تام لاندن (انگلیسی: Tom London؛ ‏ ۲۴ اوت ۱۸۸۹ – ۵ دسامبر ۱۹۶۳) بازیگر اهل ایالات متحده آمریکا بود. وی بین سال‌های ۱۹۱۵ تا ۱۹۶۲ میلادی فعالیت می‌کرد.
از فیلم‌هایی که وی در آن نقش داشته است، می‌توان به مهمان سیزدهم اشاره کرد.